# Bruino
Bruino est une commune italienne de la ville métropolitaine de Turin dans la région Piémont en Italie.

## Administration
| Période                                  | Période  | Identité       | Étiquette | Qualité       |
| ---------------------------------------- | -------- | -------------- | --------- | ------------- |
| 14 juin 2004                             | En cours | Andrea Appiano |           | centre gauche |
| Les données manquantes sont à compléter. |          |                |           |               |

### Hameaux
Villaggio Alba Serena, Marinella, La Quercia, Valverde

### Communes limitrophes
Rivalta di Torino, Sangano, Piossasco